# Грушко Віктор Федорович
Віктор Федорович Грушко (10 липня 1930, місто Таганрог, тепер Ростовської області, Російська Федерація — 20 листопада 2001, місто Москва, тепер Російська Федерація) — радянський діяч органів державної безпеки, 1-й заступник голови КДБ СРСР, генерал-полковник. Член ЦК КПРС у 1990—1991 роках.

## Біографія
Народився в родині токаря. У 1949 році успішно закінчив середню школу № 15 міста Таганрога і вступив до Московського державного інституту міжнародних відносин МЗС СРСР, який закінчив у 1954 році.
У 1954—1958 роках працював стажером у посольстві СРСР у Норвегії, з 1958 до 1960 року — в апараті Міністерства закордонних справ СРСР: аташе, третій секретар відділу МЗС СРСР.
Член КПРС з 1960 року.
З 1960 року в органах державної безпеки СРСР. У 1961 році закінчив школу КДБ № 101, працював у 3-му відділі Першого головного управління (розвідка) КДБ при РМ СРСР. Виїжджав у тривале відрядження за кордон в Норвегію, був оперативним працівником резидентури КДБ в Осло. З лютого 1968 до 1971 року — заступник резидента КДБ в Осло по лінії «ПР». У 1971—1972 роках — резидент КДБ в Осло.
У серпні 1972 — березні 1975 року — заступник начальника 3-го (англо-скандинавського) відділу Першого головного управління КДБ при РМ СРСР. У березні 1975 — грудні 1980 року — начальник 3-го відділу Першого головного управління КДБ при РМ СРСР.
У грудні 1980 — вересні 1983 року — заступник начальника Першого головного управління КДБ СРСР. У вересні 1983 — вересні 1989 року — 1-й заступник начальника Першого головного управління КДБ СРСР.
20 вересня 1989 — 29 січня 1991 року — заступник голови КДБ СРСР — начальник Другого головного управління (контррозвідка) КДБ СРСР.
29 січня — 28 серпня 1991 року — 1-й заступник голови Комітету державної безпеки (КДБ) СРСР.
24 серпня 1991 року був заарештований за сприяння ДКНС і ув'язнений в «Матроській тиша», а через 4 дні знятий з посади в КДБ. 10 січня 1992 року звільнений з-під варти за станом здоров'я (у в'язниці переніс два інфаркти). У 1994 року амністований Державною Думою Російської Федерації.
У 1996—2001 роках — віце-президент СВАТ «Російський страховий центр» у Москві. Автор книги «Доля розвідника» (1997).
Помер 20 листопада 2001 року в Москві. Похований на Троєкурівському цвинтарі Москви.

## Звання
- генерал-майор (19.05.1978)
- генерал-лейтенант (29.10.1987)
- генерал-полковник (13.04.1991)

## Нагороди
- орден Жовтневої Революції
- орден Червоного Прапора
- орден Дружби народів
- медалі